# ASAN service
ASAN service (en azéri : ASAN xidmət, en anglais : Azerbaïdjan Service and Assessment Network) est une agence d' État pour les services gouvernementaux aux citoyens en Azerbaïdjan. 
L'objectif de l'agence est de rendre les services plus efficaces, plus transparents et plus facilement accessibles aux citoyens en utilisant la technologie moderne. L'acronyme « ASAN » signifie « Azerbaïdjan Service and Assessment Network ». Le mot asan signifie « facile » en azéri.

## Histoire
Le « service ASAN » a été créé le 13 juillet 2012 par le décret présidentiel de la République d'Azerbaïdjan, Ilham Aliyev. La structure et le règlement de l’agence ont été confirmés par le décret présidentiel du 5 septembre 2012. Le « service ASAN », dans le cadre de l'Agence nationale des services publics et des innovations Sociales sous la présidence de la République d'Azerbaïdjan, est présidé par Ulvi Mehdiyev.

Le 29 décembre 2012 le premier centre « service ASAN » a été ouvert. La cérémonie d'ouverture a été suivie par le président Ilham Aliyev. Le 15 janvier 2013 le centre a ouvert ses portes au public. Plus tard, à Bakou, quatre autres centres ont été ouverts. En mai 2013, le centre Sumqayita a été ouvert. Le 23 janvier 2014, un autre centre a été ouvert à Gandja. L'ouverture du quatrième « service ASAN » est le 7 mai 2014 à Sabunçu. Le centre de Sabirabad a été ouvert en 2014 le 15 décembre. Après trois mois, le 13 mars 2015, le huitième centre a été ouvert à Barda. Au mois de juillet de la même année, le cinquième centre « service ASAN » a été ouvert à Bakou. En 2016 deux centres ont été ouverts à Qabala et à Masallı.
En juin 2015, le service « Mobile ASAN » a commencé à fournir des services dans plusieurs régions de l'Azerbaïdjan, où il n'y avait pas de centres. Afin de faciliter la fourniture de services publics aux personnes physiques et morales, en décembre 2016 et en mars 2017 deux centres de services publics ont été créés à Bakou : « ASAN Kommunal ».
Afin de faciliter la délivrance de visas aux étrangers pour l'entrée dans le pays, le visa électronique a été lancé à partir de janvier 2017 : « ASAN Visa »,.

## Entités et services
Les centres de « service ASAN » utilisent le principe de « one-stop-shop » dans ses centres, où 9 entités gouvernementales et une trentaine de sociétés privées fournissent des services. Plus de 230 services sont fournis, y compris l'enregistrement de naissance, et de mariage, cartes d'identité, passeports, permis de conduire et d'autres services. Les Services auxiliaires comprennent les services bancaires et d'assurance, les services juridiques, médicaux, touristiques et aériens. 
Les services dans les centres sont rendus basés sur l'approche espace unique. Ainsi, un citoyen peut bénéficier de divers services publics et privés dans un seul centre. Environ 2 500 citoyens visitent chaque centre de service ASAN chaque jour. 

## Services dans les centres ASAN service
Services dans les centres ASAN service,

### Ministère de la Justice
- Enregistrement des naissances
- Enregistrement de décès
- Inscription mariage
- Enregistrement du divorce
- Enregistrement de l'adoption des enfants
- Enregistrement des modifications apportées au prénom, patronymique et nom de famille
- Service de notaire

### Ministre des Affaires Internes
- Délivrance et renouvellement des cartes d'identité
- Délivrance et renouvellement du passeport de citoyen
- Renouvellement du permis de conduire
- Note de référence sur la conviction

### Ministère des Impôts
- Enregistrement des personnes morales commerciales et des contribuables

### Commission d'État pour les Affaires immobilières
- Extraits de l'enregistrement des droits de propriété sur les habitations (appartements), à l'exception de l'inscription initiale
- Note de référence de l'enregistrement d'état sur la restriction (gravité) des droits sur l'immobilier

### Comité des Douanes
- Réception de la déclaration en douane et documents pour le dédouanement

### Service de Migration d'État
- Délivrance de documents pour autorisation de résidence temporaire et obtention d'un statut d'immigrant pour résidence permanente en République d'Azerbaïdjan

### Fonds de Protection sociale
- Détermination des retraites professionnelles

### Département des Archives nationales
- Répertorier les références aux personnes physiques et physiques

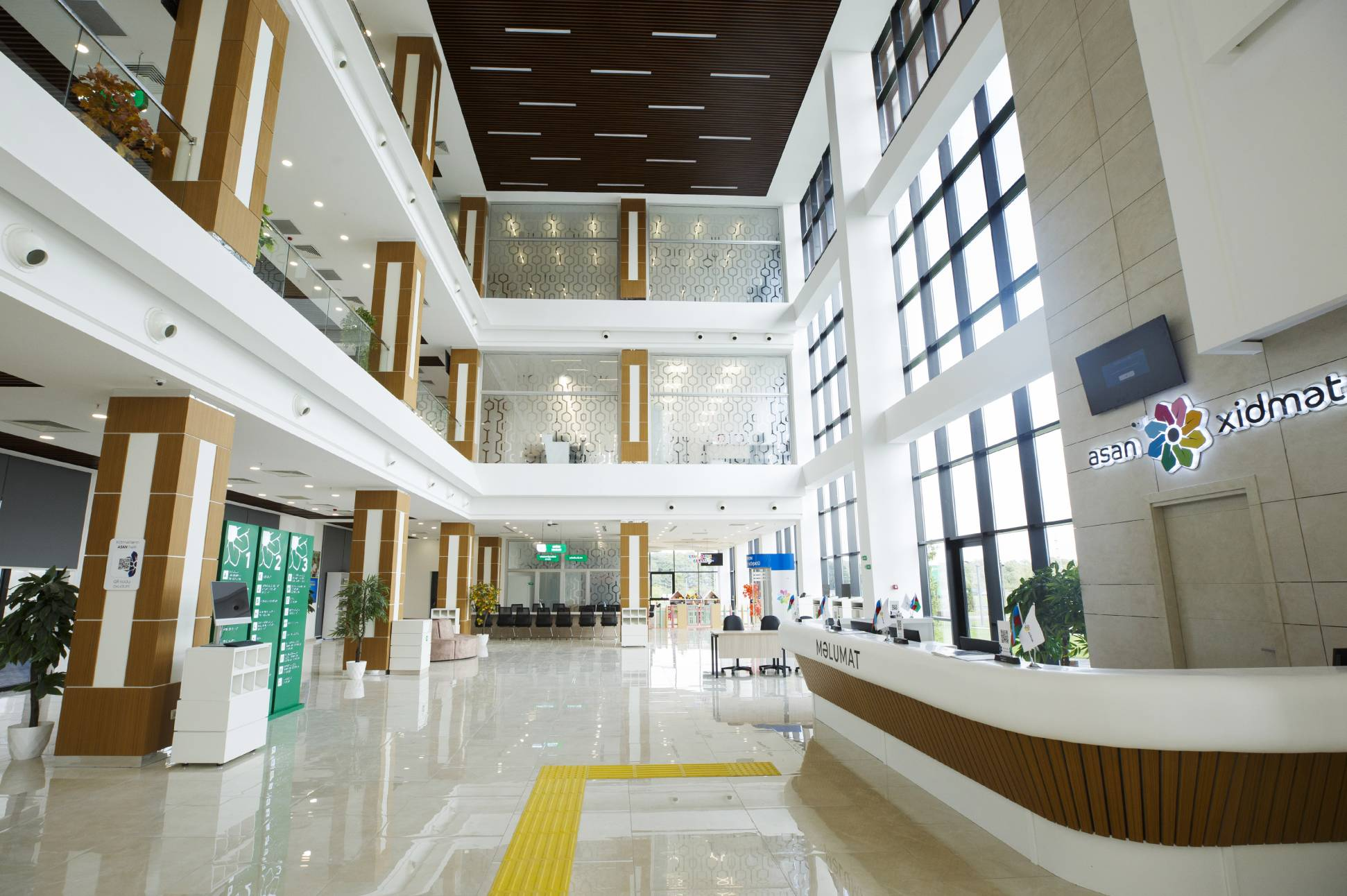
ASAN service
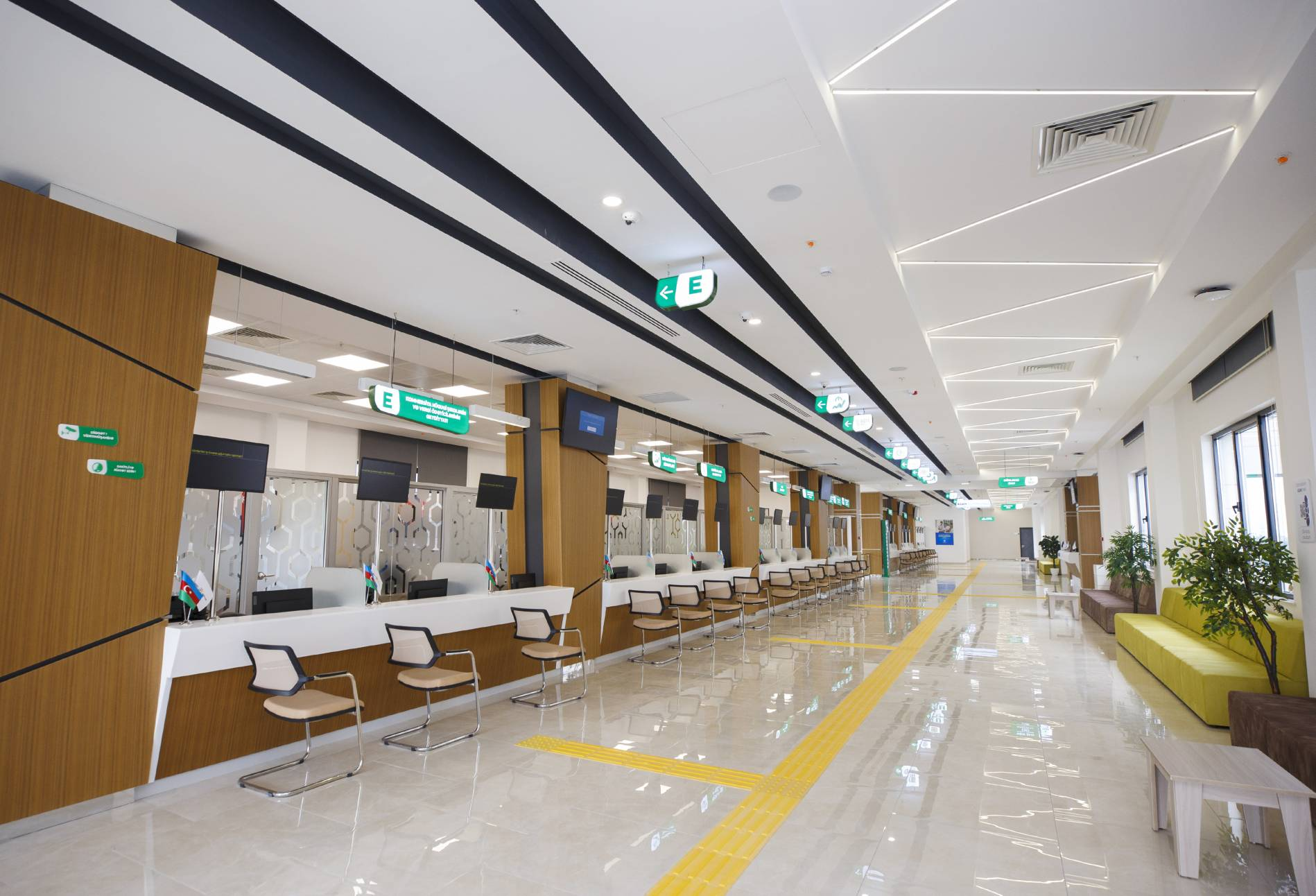
ASAN service
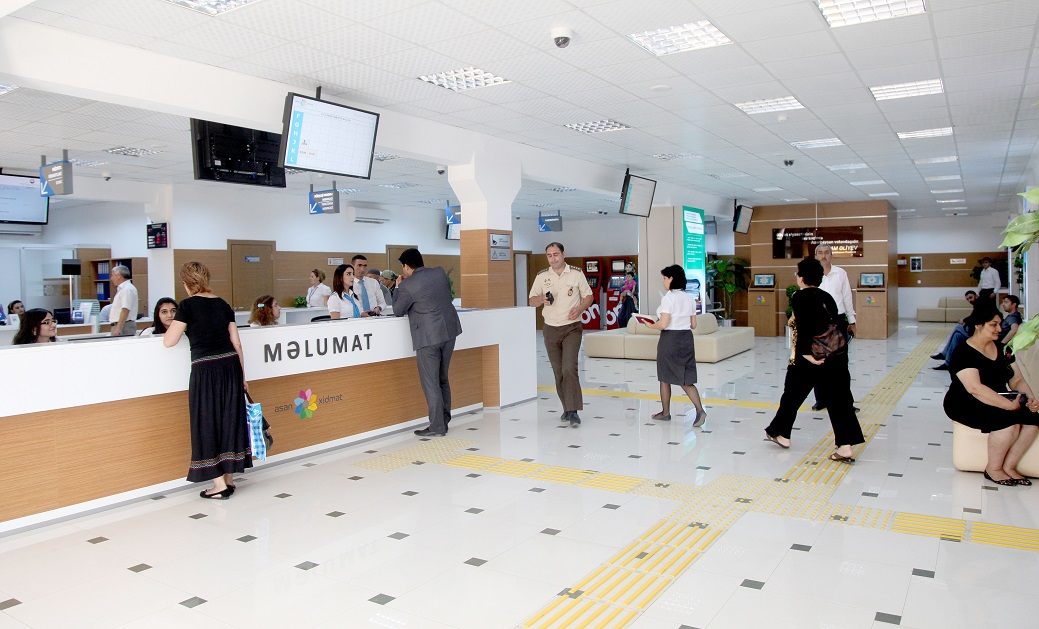
ASAN service Sumgait